# Ensemble Studios
Ensemble Studios — американская компания, разработчик компьютерных игр. 
Была основана в 1995 году как независимая частная компания, однако в 2001 году была приобретена Microsoft, став её дочерним предприятием. Закрыта в 2009 году по экономическим соображениям.
На счету студии множество игр, включая серию Age of Empires и Halo Wars. Также Ensemble Studios разработала собственный движок Genie Engine, использованный в Age of Empires, Age of Empires II: The Age of Kings и в Star Wars: Galactic Battlegrounds.

## История компании
В 1998 году Рик Гудман покинул Ensemble Studios и основал новую независимую студию Stainless Steel Studios. 
В 2000 году Брайан Салливан покинул Ensemble Studios и основал новую независимую студию Iron Lore Entertainment для разработки Action RPG Titan Quest. 
В 2001 году Microsoft приобрела Ensemble Studios. Ensemble Studios оставалась в своём первоначальном месте в высокопоставленном офисе в Далласе, штат Техас, до апреля 2008 года, пока Microsoft не перевела их в Shops at Legacy в Плано, в то же место, где находился GearBox Software. Их офис был размером в 50 000 квадратных футов и был спроектирован для размещения 120 сотрудников.
В 2008 году Ensemble Studios объявила, что она будет закрыта после выхода Halo Wars в 2009 году. Согласно многочисленным независимым отчетам, все несущественные сотрудники были уволены, а оставшимся сотрудникам были предоставлены стимулы оставаться до завершения проекта. Microsoft опубликовала внутреннее заявление от 10 сентября 2008 года, которое затем было распространено среди общественности.
Компания закрылась 29 января 2009 года. Было также указано, что сотрудники ES формируют как минимум две новые студии.
Ensemble Studios разработала игровую серию Age of Empires, стратегий в реальном времени, включающую Age of Empires, Age of Empires II: The Age of Kings и Age of Empires III. Они также выпустили ответвление от оригинальной серии — игру Age of Mythology. Также, ко всем их играм были выпущены дополнения, а для Age of Empires III даже два.
Их последним релизом стала стратегия в реальном времени Halo Wars для консоли Xbox 360.
В феврале 2009 года бывший глава Ensemble Studios Тони Гудман основал новую независимую студию — Robot Entertainment и некоторые бывшие работники присоединились к нему. Спустя непродолжительное время бывший продюсер Ensemble Studios Дэвид Риппи основал другую независимую студию — Bonfire Studios, состоящую полностью из бывших работников Ensemble.
В мае 2008 года несколькими разработчиками из Ensemble Studios была создана третья студия — Newtoy, которая приступила к созданию своей первой игры для iPhone.
В марте 2009 года было сообщено о четвёртой студии — Windstorm Studios, основанной человеком под ником Dusty Monk.
В июне 2013 года появилась пятая студия — Boss Fight Entertainment, основанная предыдущими сотрудниками Ensemble Studios и Bonfire Studios (на тот момент Zynga Dallas). Boss Fight Entertainment в настоящее время находится в Мак-Кинни и разрабатывает игры для мобильных платформ.

## Разработанные игры
| Год выпуска | Название                                           | Жанр                         |
| ----------- | -------------------------------------------------- | ---------------------------- |
| 1997        | Age of Empires                                     | стратегия в реальном времени |
| 1998        | Age of Empires: The Rise of Rome                   | дополнение                   |
| 1999        | Age of Empires II: The Age of Kings                | стратегия в реальном времени |
| 2000        | Age of Empires II: The Conquerors                  | дополнение                   |
| 2001        | Star Wars: Galactic Battlegrounds                  | стратегия в реальном времени |
| 2002        | Star Wars: Galactic Battlegrounds: Clone Campaigns | дополнение                   |
| 2002        | Age of Mythology                                   | стратегия в реальном времени |
| 2003        | Age of Mythology: The Titans                       | дополнение                   |
| 2005        | Age of Empires III                                 | стратегия в реальном времени |
| 2006        | Age of Empires III: The WarChiefs                  | дополнение                   |
| 2007        | Age of Empires III: The Asian Dynasties            | дополнение                   |
| 2009        | Halo Wars                                          | стратегия в реальном времени |

## Награды
Ensemble Studios была удостоена множества наград за прошедшие годы. Много раз их проекты были признаны играми года.
- GameSpy — 2005 Игра года — PC RTS
- GameSpy — 2005 Лучшая графика
- GameSpy — 2005 Лучшая музыка — Поощрительная премия
- GameSpy — Лучшее на E3 2005
- Worth Playing — Выбор редакции
- PC Gamers — Выбор редакции
- Game Critics Award — Лучшее на E3 2005
- Game Zone — Награда за выдающиеся успехи
- IGN.com — Выбор редакции
- IGN — Лучшее на E3 2005
- Daily Game — Лучшее шоу на E3 2005
- GT — Золотая медаль
- GamePower Award
- Strategy Gaming Online — Выбор редакции
- Gamer Voice — Лучшая военная игра
- GameSpot — Игра года
- Gamesmania — Награда за отличие
- GamesDomain — Награда от читателей
- Thresh’s FiringSquad — Выбор редакции
- Computer Gaming World — 5 звёзд
- Computer Gaming World — Выбор редакции
- WarGamer — Награда за отличие
- GamesWeekly — Топ–15 игр
- Academy of Interactive Arts & Sciences — Лучшая стратегическая игра года
- GameCenter — 1997 Игра года